# Karl Stensson (Sten Lalasons ätt)
Karl Stensson (Sten Lalasons ätt), född på 1300-talet, död på 1410-talet, var en svensk häradshövding.

## Biografi
Karl Stensson (Sten Lalasons ätt) han blev 1414 häradshövding i Aska härad efter sin fader.

### Familj
Karl Stensson gifte sig 19 juli 1413 med Cristina Cristiernsdotter (Vasa) (död på 1430-talet), dotter till häradshövdingen Krister Nilsson (Vasa) och Margareta Johansdotter Moltke. Efter Karl Stenssons död gifte Cristina Cristiernsdotter om sig med Bengt Jönsson (Oxenstierna).